# Cordillacris crenulata
Cordillacris crenulata är en insektsart som först beskrevs av Bruner, L. 1889.  Cordillacris crenulata ingår i släktet Cordillacris och familjen gräshoppor. Inga underarter finns listade i Catalogue of Life.